# معسكر اعتقال ياسينوفاتس
معسكر اعتقال ياسينوفاتس، هو معسكر اعتقال وإبادة أقامته دولة كرواتيا المستقلة في يوغوسلافيا المحتلة خلال الحرب العالمية الثانية. تولّى نظام الأوستاشا الحاكم بناءَ وإدارة معسكر الاعتقال ذلك، والذي كان واحدًا من أكبر عشرة معسكرات في أوروبا، وبذلك يكون الأوستاشا النظامَ الوحيد في أوروبا المحتلة الذي أدار بنفسه معسكرات إبادة تابعة له، مخصصة لليهود والمجموعات الإثنية الأخرى.
أنشِئ المعسكر في أغسطس 1941 على أرض مستنقعات واقعة عند التقاء نهريّ سافا وأونا قريبًا من قرية ياسينوفاتس، وأُخلي في أبريل 1945. اكتسب معسكر الاعتقال ذلك «سمعة سيئة نظرًا للممارسات الهمجية المتّبعة فيه، وعدد ضحاياه الكبير». على النقيض من المعسكرات الاعتقال النازية الألمانية، تخصص معتقل ياسينوفاتس «بممارسة العنف على مستوى الأفراد بصورة بالغة الوحشية»، وغالبًا ما لقي السجناء حتفهم بالقتل يدويًا بأدوات حادة كالسكاكين، أو المطارق والفؤوس.
مثّل غالبية الضحايا في معسكر اعتقال ياسينوفاتس ذوو الأصول الصربية (ضمن حملة الإبادة الجماعية للصرب)؛ تبِعَهم اليهود (الهولوكوست)، ثمّ غجر كرواتيا (ضمن حملة إبادة الغجر الروم)، وأخيرًا بعض المعارضين السياسيين. كان معتقل ياسينوفاتس عبارة عن مجمّع ضمّ خمسة معسكرات فرعية، منتشرة على رقعة جغرافية تغطّي 210 كيلومتر مربع (ما يعادل 81 ميل مربع) على ضفتي نهريّ سافا وأونا. يُذكر معكسر «بريكسووركس» كأكبر معسكر اعتقال في ياسينوفاتس، والواقع على بعد 100 كيلومتر (62 ميل) تقريبًا جنوب شرق العاصمة الكرواتية زغرب. شملَ المجمّع العام معسكر ستارا غراديشكا الفرعي، وأراضي الإبادة الممتدة على أطراف نهر سافا في غرادينا دونيا، وخمس مزارع تشغيل للسجناء، ومعسكر أوشتيكا للغجر الروم.
خلال الحرب العالمية الثانية وفي أعقابها، احتدمت النقاشات والجدل بخصوص عدد الضحايا الذين قُتلوا في مجمّع معسكر اعتقال ياسينوفاتس في سنوات عمله التي بلغت أكثر من ثلاث سنوات ونصف. بعد الحرب، مثّل رقم 700000 «الرقم المتعارف عليه» لعدد ضحايا ياسينوفاتس. إنما منذ العام 2002، لم يعد متحف ضحايا الإبادة الجماعية في بلغراد يصرّ على رقم ضحايا معسكر الاعتقال البالغ بين 700000 إلى مليون ضحية. في العام 2005، نشر الكرواتي دراغان سفيتكوفيتش، الباحث العامل في المتحف، والمؤلف المشارك نشر كتابًا عن الخسائر في زمن الحرب في دولة كرواتيا المستقلة، وقدّر عدد ضحايا ياسينوفاتس بما يقارب 100000 قتيل. في الوقت الحالي، يقدّر متحف ذكرى الهولوكوست بالولايات المتحدة في العاصمة واشنطن أن نظام أوستاشا الحاكم قتل ما بين 77000 و99000 شخص في ياسينوفاتس بين الأعوام 1941 و1945.

## نبذة تاريخية
تأسست دولة كرواتيا المستقلة في 10 أبريل 1941، في أعقاب غزو دول المحور ليوغوسلافيا. ضمّت دولة كرواتيا المستقلة جمهورية كرواتيا الحالية، والبوسنة والهرسك المعاصرة، إضافة إلى منطقة سيرميا الواقعة في صربيا المعاصرة. لم تكن كرواتيا المستقلة سوى دولة شبه محمية تابعة لإيطاليا - ألمانيا، كونها تدين لقوى المحور بوجودها أساسًا، والتي أبقت على قواتها في دولة كرواتيا المستقلة الدمية طوال فترة وجودها. وبالرغم من ذلك، فقد تولّى الكروات بأنفسهم أمور إدارة الدولة يومًا بيوم، وبشكل شبه حصري، حتى على مستوى الرهبان والراهبات، في ظلّ نظام الأوستاشا الحاكم.
قبل الحرب، كانت الأوستاشا منظمة إرهابية عنصرية، وفاشية قومية متعصّبة، تقاتل في سبيل استقلال كرواتيا. في العام 1932، صرّح زعيم أوستاشا أنتي بافليتش قائلًا: «سكين، ومسدس، ومدفع رشاش، وقنبلة موقوتة؛ هذه هي منارات الطريق، وهذه هي الأجراس التي ستبشّر ببزوغ فجر وإحياء دولة كرواتيا المستقلة». استهدف إرهابيو منظمة أوستاشا بالقنابل القطارات الدولية المتجهة نحو يوغوسلافيا، وأصدرت المحاكم الفرنسية أحكام إعدام غيابية بحق بافليتش وآخرين من قادة أوستاشا، لاتهامهم باغتيال الملك اليوغوسلافي ووزير الخارجية الفرنسي، في العام 1934 في مرسيليا. عادت منظمة أوستاشا الصرب بشدّة وكانت معادية للسامية كذلك. أعلنت المنظمة في «المبادئ السبعة عشر» أن أولئك الذين لا يسري «الدم الكرواتي» في عروقهم (أي، الصرب واليهود)، لن يحظوا بأي دور سياسي في الدولة الكرواتية المستقبلية. في العام 1936، في بيان «المسألة الكرواتية»، عبّر بافليتش عن كراهية عميقة للصرب ومعاداة السامية، ووصف اليهود بأنهم «أعداء الشعب الكرواتي».

### تشريعات دولة كرواتيا المستقلة
أظهرت أولى القوانين التي أصدرها زعيم دولة كرواتيا المستقلة أنتي بافليتش أظهرت بجلاء تبنّي نظام الأوستاشا أيديولوجيا ألمانيا النازية العنصرية. وسرعان ما أصدر النظام مرسومًا بتقييد أنشطة اليهود ومصادرة ممتلكاتهم. أعقب هذه القوانين صدور مرسوم «حماية الأمة والدولة» في 17 أبريل 1941، والذي حدّد عقوبة الإعدام جزاءً لجريمة الخيانة العظمى في حال أقدمَ المرء على «الإساءة لشرف أو مصالح الأمة الكرواتية العُليا،  أو عند تعريضه وجود دولة كرواتيا المستقلة للخطر».  طُبّق هذا القانون بأثر رجعي، وبدأت حملة الاعتقالات والمحاكمات على الفور. ثمّ تلى ذلك سريعًا مرسوم يحظر استعمال الكتابة الكريلية، والتي كانت جزءًا جوهريًا من طقوس الكنيسة الأرثوذكسية الصربية.
في 30 أبريل 1941، أصدر نظام أوستاشا قوانين الإثنية الرئيسية، في إجراء مشابه لقوانين الإثنية التي أصدرها النظام النازي –وهي: «المرسوم القانوني للأصول الإثنية»، و «المرسوم القانوني لحماية الدم الآري وشرف الشعب الكرواتي»، و«النص القانوني بشأن الجنسية». عرّفت هذه المراسيم مَن هو اليهودي، وألغت حقوق المواطنة لمَن هم مِن غير الآريين، أي اليهود والغجر. ومع نهاية أبريل 1941، أي قبل شهور من تطبيق النظام النازي إجراءات شبيهة في ألمانيا، فرض نظام الأوستاشا على جميع اليهود ارتداء شارة تميّزهم، وعادةً ما كانت نجمة داود صفراء. كما أعلن نظام الأوستاشا في 10 أكتوبر 1940 عن «النص القانوني بخصوص تأميم ممتلكات اليهود والشركات اليهودية»، وبموجبه صادر جميع ممتلكات المواطنين اليهود.
إضافة إلى ما تقدّم، أصدر نظام الأوستاشا الكثير من المراسيم التي تستهدف اليهود، والغجر، والصرب، والتي أصبحت منطلق سياساته للإبادة الجماعية ضد اليهود والغجر، أما فيما يتعلق بالصرب –فوفقًا لما أعلنه القيادي في نظام أوستاشا ميلي بوداك،  اقتضت السياسة قتل ثلثهم، وترحيل ثلثهم، وإجبار ثلثهم الأخير على اعتناق الكاثوليكية، وهي السياسة التي وصفها العديد من المؤرخين بأنها ترقى للإبادة الجماعية. طُبّقت تلك المراسيم عبر النظام القضائي العادي، وكذلك من خلال محاكم خاصة جديدة، ومحاكم عسكرية متنقلة ذات صلاحيات قضائية موسعة. أُنشئت معسكرات الاعتقال الأولى عقب صدور القوانين مباشرة، وفي يوليو 1941، بدأ نظام الأوستاشا في تجهيز الموقع لما أصبح لاحقًا معسكر اعتقال ياسينوفاتس.

### بداية عهد الإرهاب العام
فور تأسيس دولة كرواتيا المستقلة، بدأت الإجراءات المستهدفة للوجود اليهودي. ففي 10 - 11 أبريل 1941، اعتقل نظام الأوستاشا جماعة من يهود زغرب البارزين، وأطلق سراحهم مقابل دفع فدية. وفي 13 أبريل حدث الأمر ذاته في مدينة أوسييك، حيث دمر غوغاء تابعون لنظام أوستاشا وفولكس دويتشه الكنيس اليهودي والمقابر اليهودية في المدينة. تكررت هذه الأحداث في عام 1941 ضدّ مجموعات من اليهود. وفي غضون ذلك، أطلق نظام أوستاشا حملة دعائية معادية للسامية واسعة النطاق، إذ وردَ في الصحف النظام أنه يجب على الكروات «أن يُظهروا وعيًا أكبر من غيرهم من المجموعات الإثنية بخصوص حماية نقائهم الإثني... فيجب علينا الحفاظ على صفاء دمنا من الاختلاط باليهود». وجاء فيها كذلك أن اليهود مرتبطون «بالخيانة، والغش، والجشع، والانحلال الأخلاقي، وبكونهم دخلاء»، وهكذا فإنه «لطالما ازدرتْ شرائح واسعة من الشعب الكرواتي اليهودَ، وكنّت لهم مشاعر الاشمئزاز المبرّرة».